# Сельское поселение «Село Калужская опытная сельскохозяйственная станция»
Сельское поселение «Село Калужская опытная сельскохозяйственная станция» — муниципальное образование в составе Перемышльского района Калужской области России.
Центр — село Калужская опытная сельскохозяйственная станция.

## Население
| 2010  | 2012  | 2013  | 2014  | 2015  | 2016  | 2017  |
| ----- | ----- | ----- | ----- | ----- | ----- | ----- |
| 1634  | ↘1585 | ↘1572 | ↘1552 | ↘1526 | ↘1520 | ↗1535 |
| 2018  | 2019  | 2020  | 2021  |       |       |       |
| ↘1488 | ↘1459 | ↘1452 | ↗1574 |       |       |       |

## Состав
В поселение входят 10 населённых мест:
| №  | Населённый пункт                               | Тип населённого пункта       | Население |
| -- | ---------------------------------------------- | ---------------------------- | --------- |
| 1  | Воротынск                                      | село                         | ↗168      |
| 2  | Заболотье                                      | деревня                      | ↗54       |
| 3  | Заборовка                                      | деревня                      | ↗75       |
| 4  | Калужская опытная сельскохозяйственная станция | село, административный центр | ↘1273     |
| 5  | Калужской Геологоразведочной Партии            | село                         | ↘30       |
| 6  | Лучкино                                        | деревня                      | ↘10       |
| 7  | Малая Слободка                                 | деревня                      | ↘12       |
| 8  | Рядово                                         | деревня                      | →1        |
| 9  | Слевидово                                      | деревня                      | ↗3        |
| 10 | Столпово                                       | село                         | ↘8        |